# Municipio de Toledo (Kansas)
El municipio de Toledo (en inglés: Toledo Township) es un municipio ubicado en el condado de Chase en el estado estadounidense de Kansas. En el año 2010 tenía una población de 300 habitantes y una densidad poblacional de 1,29 personas por km².

## Geografía
El municipio de Toledo se encuentra ubicado en las coordenadas 38°24′44″N 96°24′35″O / 38.41222, -96.40972. Según la Oficina del Censo de los Estados Unidos, el municipio tiene una superficie total de 233.42 km², de la cual 231,37 km² corresponden a tierra firme y (0,88 %) 2,05 km² es agua.

## Demografía
Según el censo de 2010, había 300 personas residiendo en el municipio de Toledo. La densidad de población era de 1,29 hab./km². De los 300 habitantes, el municipio de Toledo estaba compuesto por el 95 % blancos, el 2 % eran amerindios, el 1,67 % eran de otras razas y el 1,33 % eran de una mezcla de razas. Del total de la población el 2,67 % eran hispanos o latinos de cualquier raza.